# Den åttonde dagen (1979)
Den åttonde dagen är en svensk dramafilm från 1979 i regi av Anders Grönros. I huvudrollerna som Anna och Pejter ses Susanna Rådö och Benny Fehér.

## Handling
Anna och Pejter är 11 år gamla och vänner sedan flera år. Pejters föräldrar är skilda och han bor tillsammans med sin far endast en vecka om året, då på samma ö som Anna. Trots att de försöker lyckas de denna sommar inte få någon kontakt med varandra.

## Rollista
- Susanna Rådö – Anna
- Benny Fehér – Pejter
- Sten Johan Hedman	– Pejters pappa
- Mimmo Wåhlander – Annas mamma
- Lars Amble – Annas pappa
- Tintin Anderzon – Mariette
- Per Lönnström	– Kassettkillen
- Nina Säbom – Yvonne, Annas storasyster
- Bo-Patric Gusterman – Mats, Annas lillebror
- Susanne Frankzén – Vuxna Anna

## Om filmen
Den åttonde dagen bygger på Rose Lagercrantz' barnbok Räddarinnan från 1976. Boken omarbetades till filmmanus av Anders Grönros som också regisserade. Filmen var hans regidebut. Den producerades av Olle Hellbom för AB Svensk Filmindustri. Inspelningen ägde rum mellan den 7 juli och 25 september 1977 på Gotland och i Öregrund. Filmen fotades av Jörgen Persson och klipptes sedan samman av Grönros och Jan Persson. Musiken komponerades av Gustaf Sjökvist. Premiären ägde rum den 13 januari 1979 på biograf Spegeln i Stockholm. Filmen visades i Sveriges Television 1997 och 2001.
Filmen kom inte att bli någon biosuccé och plockades ned från Stockholmsbiograferna i februari.

## Mottagande
Filmen fick ett blandat mottagande i pressen. Svenska Dagbladets Elisabeth Sörenson rosade filmen och skrev att den "är en film som alldeles outtalat men obönhörligt väcker kravet på respekt för människan". Hon kallade Grönros' filmspråk för "förbluffande moget och personligt" och avslutade med att skriva att Grönros "kommer in i svensk film med en egen ton som är utan falskhet."
Desto mer negativ var Dagens Nyheters Hanserik Hjertén. Han kallade filmen för "tråkig" och "innehållsfattig". Han avslutade "Grönros verkar vara en konstnärligt allvarsam yngling, det vill man gärna säga till hans beröm, och Den åttonde dagen är på sätt och vis ovanlig i sitt kompromisslösa försök att fånga det finstämda. Men det räcker inte den här gången."
Hjerténs recension gav upphov till en mindre pressdebatt i vilken flera skribenter tog Grönros' film i försvar.

## Musik
- "Konsert i Lausanne 20 mars 1973, part II B", Keith Jarrett
- "James Marshal", Electra Stuart, Alan Edward Waller